# 義経英雄伝
『義経英雄伝』（よしつねえいゆうでん）は、フロム・ソフトウェアが開発したPlayStation 2用歴史アクションゲーム。プロデューサーは谷口篤士氏。
2005年1月13日発売。同年10月27日に、追加・増量版として『義経英雄伝修羅』が発売されている。

## システム
準備画面でプレイヤー武将と配下武将を選び、護衛武将などを設定し合戦することができる。合戦中コマンドを入力すると配下武将に作戦が出せる。また、その作戦が成功すると、合戦評価に加算される。
作戦説明で指定された条件を満たすと、合戦評価に加算され、軍神・智将・闘将・凡将・愚将の5種類の称号を得る。なお、智将と闘将は戦闘内容に応じて分かれるもので、条件達成度としては同位の評価である。
ストーリーはある程度史実に忠実に作られている。また、ある条件を満たすと史実と異なる隠しエンディングへ進むことも出来る。。
最初プレイヤーは、牛若丸を使用する。その後、牛若丸は元服し、源義経と名乗るようになるのにあわせ、プレイヤーも源義経を使用することとなる。ストーリーを進めていくことにより、義経に仕えた各武将が使えるようになるが、一部進行によっては使えない武将がいる。
牛若丸が源義経になると、本編で使えなくなるが、一定条件を満たすと再度使用できるようになる。また、ストーリー上途中で佐藤継信や静御前が使用できなくなるが、こちらも同様。

## 武将

### 義経軍
牛若丸　　
本編の主人公の幼き姿で、一時的に。条件を満たすと正式に使える。使用武器は刀。
源義経　　
本編の主人公。使用武器は刀。
武蔵坊弁慶　　
プレイ可能武将。義経の家臣。使用武器は大薙刀
凛
プレイ可能武将。オリジナルキャラクターで、天誅から出演。忍術のような特殊な作戦が使える。使用武器は小薙刀。
静御前　　
プレイ可能武将。義経の愛妾の白拍子。条件を満たすと正式に使える。使用武器は小薙刀。
佐藤継信
プレイ可能武将。義経の家臣。屋島の戦いで死亡シーンが描かれている。使用武器は盾と手槍。
佐藤忠信
プレイ可能武将。義経の家臣。史実においては、奥州落ちの際に京の邸宅に戻ったとされるが、本作では最後まで従属している。使用武器は刀。
伊勢義盛
プレイ可能武将。義経の家臣。凛同様、特殊な作戦が使える。使用武器は小太刀。
那須与一
プレイ可能武将。扇の的で有名。使用武器は弓と脇差。
金売り吉次
プレイ可能武将。行商人で、牛若丸を奥州平泉まで道案内をした人物とされる。使用武器は弓と脇差。
常陸坊海尊
プレイ可能武将。伝説に近い人物。使用武器は棍棒。

### 平氏
※　平氏はすべて敵軍として登場し、使用することはできない。
平清盛
平氏の将軍で、太政大臣。敵将として登場せず、情勢の解説で姿のみ確認できる。作中で死亡しており、史実においても清盛の死後急激に衰退したとされる。
平知盛
平氏の総大将。知略に優れている。使用武器は大薙刀。
平教経　
平氏の猛将。平家最強と言われている。使用武器は二又矛。
平時忠
平氏の老将。弓術に優れている。使用武器は弓と脇差。
平敦盛
平氏の若き武将。無官の太夫と言われ、『平家物語』の最期は有名である。使用武器は弓と脇差。

### その他
※　源氏も含まれるが、全て敵軍として登場する。
源頼朝
源氏の総大将。源平の合戦の英雄である義経を退け、後に鎌倉幕府を開く。使用武器は刀。
梶原景時
平家の血筋ではあるが、頼朝配下の武将。配下の将のみを重用する義経を疎んでいる。使用武器は大薙刀。
横川覚範
法師。頼朝の命令で義経たちの命を狙う。使用武器は棒。
木曾義仲
木曾軍大将、木曽冠者。悲劇の旭将軍。武才は秀でていたものの、配下の将を含め政には極めて疎かった。使用武器は三又矛。
今井兼平
義仲配下の武将。義仲の乳母の子。義仲の忠実な部下で、最期までを共にした。『平家物語』の「木曽殿最期」はあまりに有名。使用武器は刀。
巴御前
木曾軍武将。今井兼平の妹。義仲の愛人。使用武器は小薙刀。
後白河法皇
上皇。長い間院政を続けてきた人物。

## 声優
- 牛若丸：阪口大助
- 源義経:大水忠相
- 武蔵坊弁慶：乃村健次
- 凛：雪野五月
- 佐藤忠信:田中一永
- 佐藤継信:駒谷昌男
- 伊勢三郎義盛:園部好德
- 那須与一:栗山浩一
- 静:斉藤梨絵
- 平敦盛:石井真
- 平教経：斎藤志郎